# Emil Bengtsson
Carl Emil Bengtsson, född 2 februari 1875 i Kullings-Skövde församling, Skaraborgs län, död 25 juni 1937 i Stockholm (kyrkbokförd i Levene församling), var en svensk lantbrukare och politiker (högern).
Bengtsson var ledamot av riksdagens andra kammare 1913-1917 och från urtima riksdagen 1918 i valkretsen Skaraborgs län.